# Besifloxacina
A besifloxacina, vendida sob a marca Besivance, é um antibiótico usado para tratar a conjuntivite bacteriana. É usado como colírio.
Efeitos secundários comuns incluem vermelhidão dos olhos. Outros efeitos secundários podem incluir reações alérgicas. A segurança na gravidez não é clara. É uma fluoroquinolona e funciona ao bloquear as topoisomerases do ADN.